# Il dilemma dell'onnivoro
Il dilemma dell'onnivoro (The Omnivore's Dilemma: A Natural History of Four Meals) è un libro scritto da Michael Pollan, pubblicato nella sua prima edizione in lingua inglese nel 2006.

## Edizioni
- Michael Pollan, Il dilemma dell’onnivoro, Adelphi, 2008, ISBN 9788845922886.
- Michael Pollan, Il dilemma dell’onnivoro, Giunti Editore, 2011, ISBN 9788809746077.
- Michael Pollan, Il dilemma dell'onnivoro, Adelphi, 2014, ISBN 88-459-7342-5.